# Кодикографія
Кодикогрáфія (рос. кодикография) — це спеціальна наукова дисципліна, що допомагає визначити характер, види та методи опису рукописних книг.
Також «кодикографіка» є галуззю у науково-практичній діяльності, що допомагає створювати науково-інформаційний опис рукописних книг. А заодно й займається проблемами автоматизованого опису рукописних книг у кодикологічному аспекті.